# Ennio Maffiolini
Ennio Maffiolini (1902 – 1945) è stato un velocista italiano.

## Biografia
Atleta della Società Ginnastica Gallaratese, nel 1921 e 1924 vestì la maglia di campione italiano assoluto nella staffetta 4×400 metri. Nel 1924
prese parte ai Giochi olimpici di Parigi, concludendo la gara dei 400 metri piani nella fase delle batterie di qualificazione e classificandosi sesto nella staffetta 4×400 metri.
Dal 1932 al 1936 è stato responsabile della sezione di Gallarate dell'Associazione Italiana Arbitri.

## Palmarès
| Anno | Manifestazione  | Sede   | Evento                | Risultato | Prestazione | Note |
| ---- | --------------- | ------ | --------------------- | --------- | ----------- | ---- |
| 1924 | Giochi olimpici | Parigi | 400 metri piani       | Batteria  | n/d         |      |
| 1924 | Giochi olimpici | Parigi | Staffetta 4×400 metri | 6º        | 3'28"0      |      |

## Campionati nazionali
- 2 volte campione italiano assoluto della staffetta 4×400 metri (1921, 1924)

1921
- Oro ai campionati italiani assoluti, staffetta 4×400 m - 3'28"4
- Bronzo ai campionati italiani assoluti, staffetta 4x100 m

1922
- Argento ai campionati italiani assoluti, 400 m piani - 52"0
- Bronzo ai campionati italiani assoluti, 400 m ostacoli - 1'02"1/5
- Argento ai campionati italiani assoluti, staffetta 4x400 m - 3'29"2/5

1924
- Argento ai campionati italiani assoluti, 400 m piani - 51"1/5
- Oro ai campionati italiani assoluti, staffetta 4×400 m - 3'25"8